# Bindalm
Die Bindalm ist eine Alm in der Gemarkung Forst Hintersee in Ramsau bei Berchtesgaden.
Drei Kaser der Bindalm stehen unter Denkmalschutz und sind unter der Nummer D-1-72-129-62 in die Bayerische Denkmalliste eingetragen.

## Baubeschreibung
Der Baldramkaser, ein sogenannter „Rundumtyp“, ist ein eingeschossiger, überkämmter Blockbau aus Rundholz mit legschindelgedecktem Flachsatteldach und Feldsteinsockel. Das Kasstöckl ist bezeichnet mit dem Jahr 1686, der Rinderstall wurde erneuert.
Beim Kressenkaser handelt es sich um einen eingeschossigen, überkämmten Blockbau mit legschindelgedecktem Flachsatteldach und Feldsteinsockel. Die Firstpfette ist bezeichnet mit dem Jahr 1906, der Kressenkaser ist im Kern jedoch älter. Der offene Rundumkaser steht mit der Ausstattung unter Denkmalschutz.
Der Schiedkaser ist ein eingeschossiger, überkämmter Blockbau mit allseitig vorkragendem, aufgeständerten Flachsatteldach mit Legschindeldeckung. Das Gebäude wurde um 1686 erbaut und 1980 von der Feldalm transloziert.

Kaser auf der Bindalm
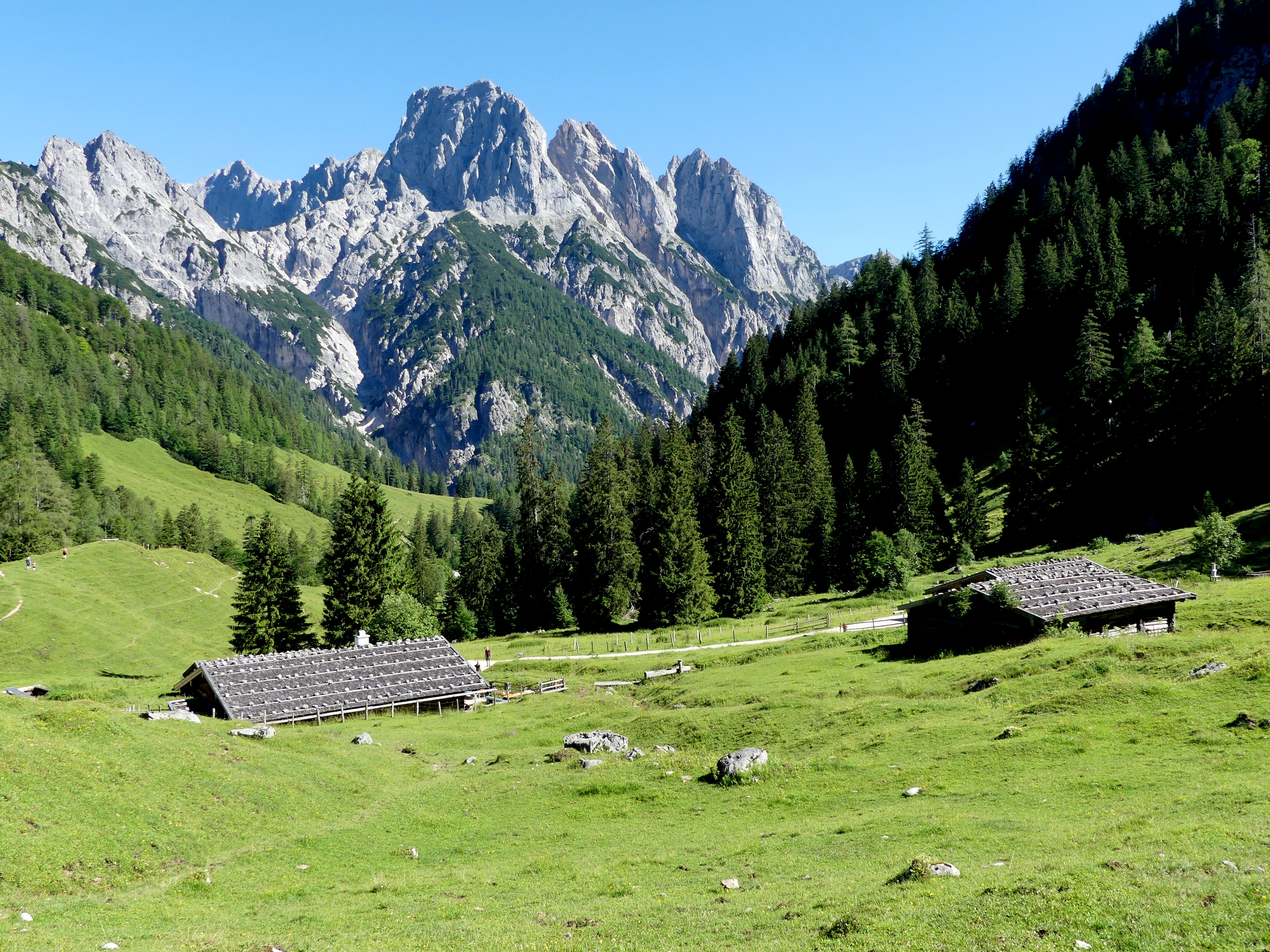
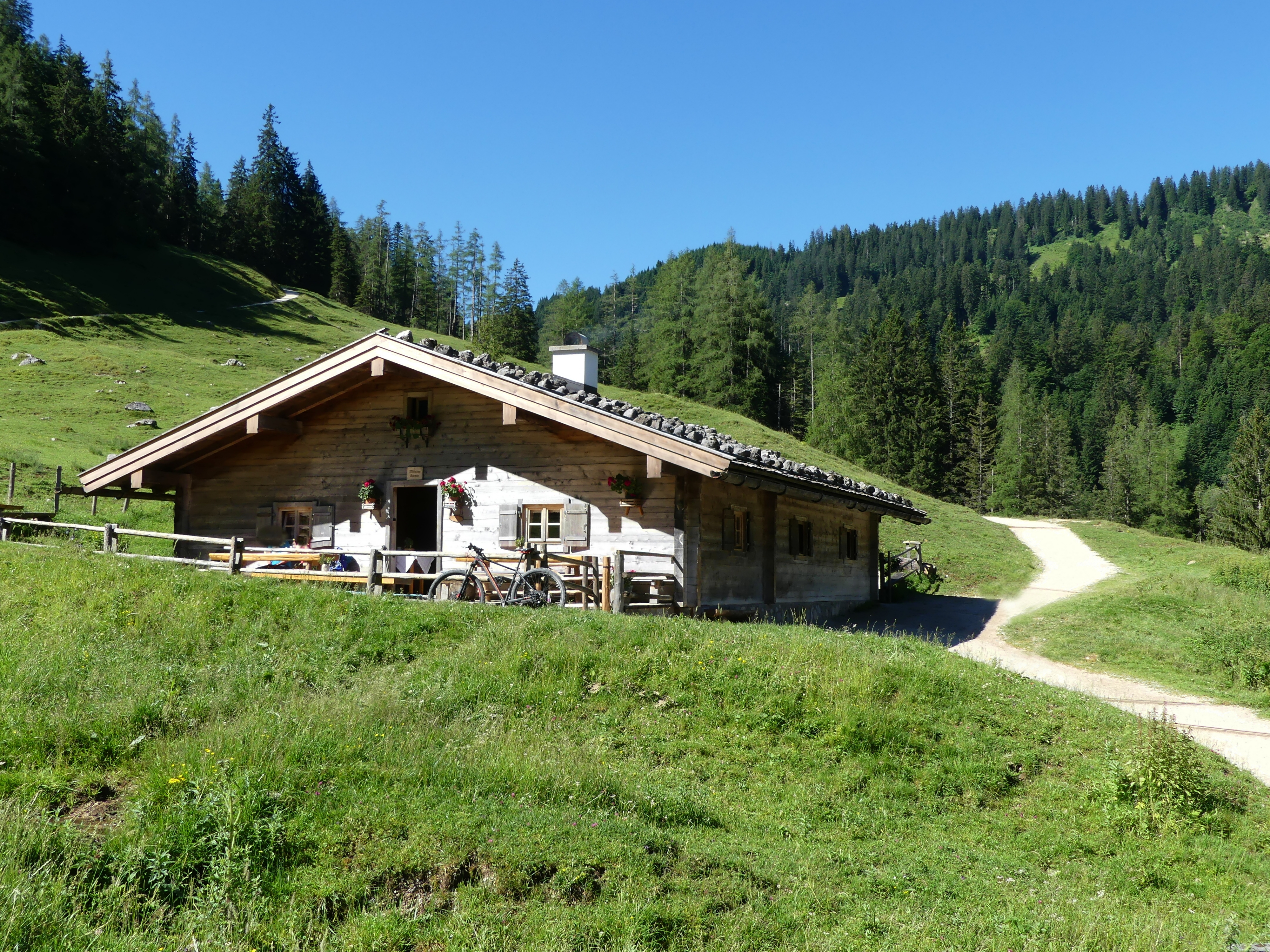

## Heutige Nutzung
Die Bindalm wird heute noch genutzt und ist in den Sommermonaten ab Anfang Juni bewirtet.

## Lage
Die Bindalm befindet sich in der Nähe der Hirschbichlstraße unweit des Gasthofes Hirschbichl, der sich schon jenseits der Landesgrenze auf österreichischem Staatsgebiet befindet. Die Bindalm liegt auf einer Höhe von etwa 1120 m ü. NHN südwestlich unter dem Hocheiskopf, der zum Gebirgsstock des Hochkalters gehört.
Unweit der Bindalm befindet sich die ebenfalls denkmalgeschützte Mittereisalm.
Die Bindalm kann über die Hirschbichlstraße vom Parkplatz am Hintersee aus zu Fuß, mit dem Mountainbike oder mit dem Almerlebnisbus erreicht werden.